# Nils Wichstrøm
Nils Jacob Emil Wichstrøm, né le 5 septembre 1848 à Christiania (ancien nom d'Oslo)  et mort le 1er décembre 1879 à Bergen, est un acteur, professeur et directeur de théâtre norvégien. Il rejoint Den Nationale Scene dès les débuts de l'établissement à Bergen, et en devient le premier professeur et directeur en 1876. Nils Wichstrøm meurt d'une crise d'appendicite en 1879.

## Carrière

### Formation
Élève de l'école Nissen à Christiania qu'il rejoint en 1866, Nils Wichstrøm étudie la philologie classique. En tant qu'étudiant, il donne des cours particuliers et occupe des emplois à temps partiel. En 1870, il enseigne à l'école latine de Tromsø et plus tard à l'école Nissen. C'est au cours de ses études que son intérêt pour le théâtre s'éveille. Il obtient une entrée d'essai à Det Norske Teatret, dirigé par Bjørnstjerne Bjørnson de 1870 à 1872, ainsi qu'au théâtre Christiania. Il participe activement au Studentersamfundets Theater, d'abord en tant qu'acteur, puis en qualité de professeur.
Alliant difficilement études et activités théâtrales, Nils Wichstrøm abandonne la philologie en 1875 pour se consacrer entièrement aux études théâtrales. Grâce à ses représentations au Studentersamfundets Theater et au Bergen Theaterforening, il voyage à travers l'Europe pour étudier le théâtre. À Copenhague, il reçoit des cours d'escrime et de danse. Après sa tournée théâtrale, il fait ses débuts en tant qu'acteur dans le rôle d'Henrik dans Abracadabra de Ludvig Holberg au Théâtre Christiania le 21 février 1876.